# TNF receptor

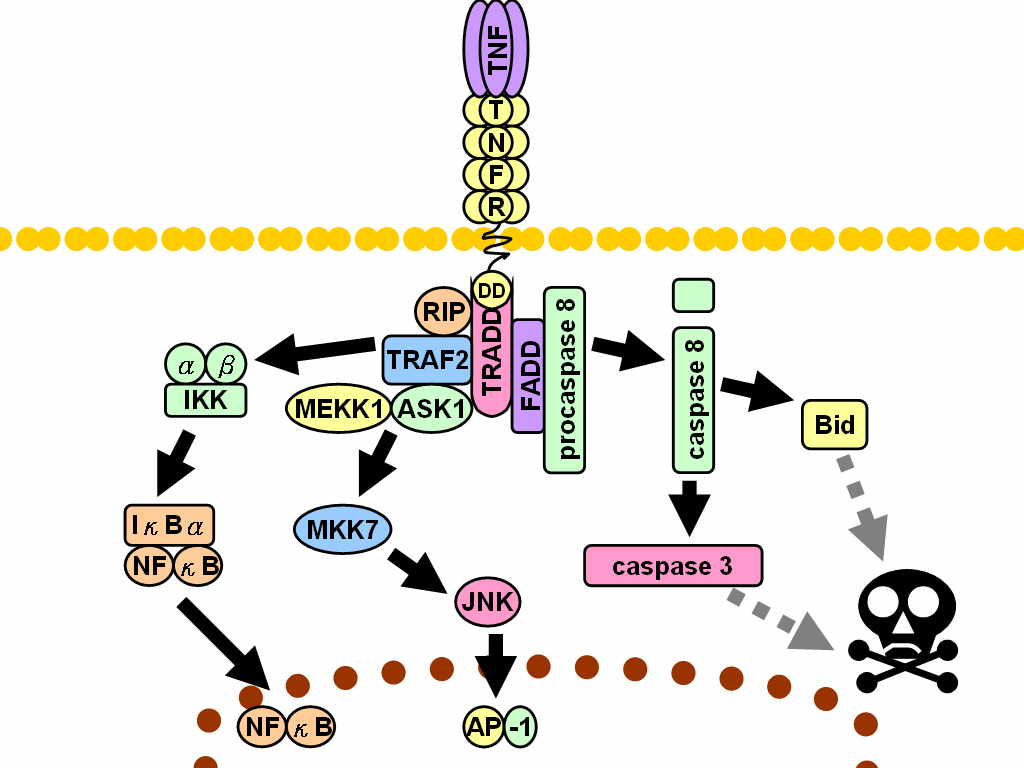
Signalizace přes TNF receptory

TNF receptory (TNFR) jsou specifické cytokinové receptory tvořící poměrně velkou rodinu receptorů, které se účastní řízení buněčného růstu, diferenciace a programované smrti, a to zejména v rámci imunitního systému, ale i jinde. Ke známým TNF receptorům patří např. TNFR1, TNFR2, Fas, LTBR, AITR (TNFRSF18) nebo CD40, celkem u savců asi 29 členů. Na první dva jmenované se váže TNF-α, na LTBR se váže TNF-β, ostatní receptory mají různé jiné ligandy.
Po navázání TNF ligandu, což je obvykle membránový protein na jiné buňce, dojde k přenosu signálu dovnitř buňky. U tzv. receptorů smrti (např. Fas, TNFR1) dochází přes death doménu k aktivaci kaspáz a tedy k apoptóze. Přenos signálu z ostatních TNF receptorů však řídí proteiny TRAF, kterých je minimálně šest a každá má zřejmě poněkud odlišné účinky na buňku. Tím se také vysvětluje, že TNF receptory mají tak rozmanité funkce. Mnohdy dochází k transdukci přes NF-κB, jindy k aktivaci MAP kináz.